# Dufourea paradoxa
Dufourea paradoxa là một loài Hymenoptera trong họ Halictidae. Loài này được Morawitz mô tả khoa học năm 1867.